# 樂富泰山站
樂富泰山站（英語：Mount Lofty Railway Station）是Adelaide-Wolseley line及阿德萊德至墨爾本鐵路走廊的中途車站，位於士他令。

## 歷史
樂富泰山站於1883年啓用，亦是阿德萊德至墨爾本鐵路走廊海拔最高的車站，高達海拔492米。雖然車站已經停止運作，但兩個月台仍然存在，東行月台長125米、西行月台長104米。
樂富泰山站隨着必列者窩打線停止運作，於1987年9月23日關閉。東行月台的小型傳統木棚、西行月台的信號箱亦相繼被拆。
1995年，隨住落實阿德萊德至墨爾本線標準化工程，路軌改用標準軌；樂富泰山站以東路軌均被換成標準軌距，避免百里線列車越過以東路段。
時至今日，樂富泰山站成為舒適和古樸的鐵路主題度假和旅遊住宿，全年皆可預訂。 每日仍然有州際列車及貨運列車通過，該等列車視本站為緊急月台用途。

## 外部連結
- 维基共享资源上的相關多媒體資源：樂富泰山站
- Mount Lofty - Lineside Information Guide （页面存档备份，存于）
- Railpage Railcam Listing （页面存档备份，存于）

35°00′28″S 138°42′34″E / 35.0077°S 138.7095°E